# Świstun amerykański
Świstun amerykański (Mareca americana) – gatunek ptaka z rodziny kaczkowatych (Anatidae).

## Systematyka
Gatunek ten często umieszczany jest w rodzaju Anas. Nie wyróżnia się podgatunków. Hybrydyzuje się z blisko spokrewnionym świstunem zwyczajnym (M. penelope).

## Występowanie
Alaska, Kanada i północne USA. Zimuje na południe od zasięgu letniego aż po północną część Ameryki Południowej, na Karaibach i Hawajach.
Sporadycznie zalatuje do Europy. W Polsce do 2021 roku stwierdzony 12 razy.

## Morfologia
Długość ciała 45–56 cm, rozpiętość skrzydeł 76–89 cm, masa ciała: samce 318–1134 g, samice 408–1043 g.
Biały wierzch głowy, za okiem zielony pasek. Pierś i boki różawopłowe, czarne pokrywy podogonowe. Samiec w upierzeniu spoczynkowym i samica są brązowoszare. Dziób niebieski, czarny koniec. W locie widoczny wtedy biały brzuch, białe pokrywy podskrzydłowe oraz duże białe lusterko.

## Ekologia

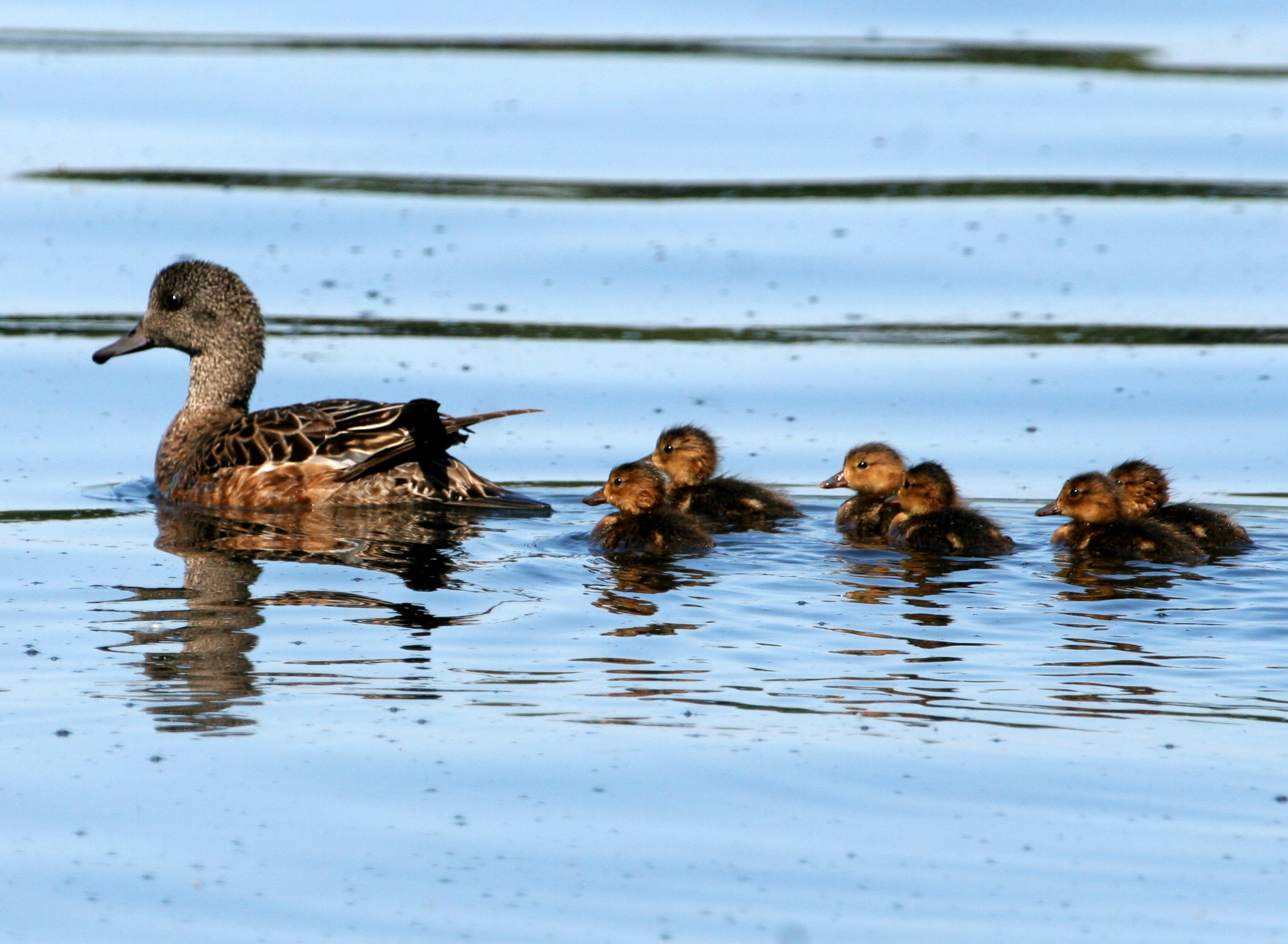
Samica z pisklętami

Zamieszkuje bagna, stawy i płytkie jeziora z bujną roślinnością wodną. Pokarm zdobywa na płyciznach. Żywi się przede wszystkim zielonymi roślinami wodnymi, trawami, jak i owadami i innymi bezkręgowcami wodnymi. Często kradnie pokarm innym kaczkom oraz łyskom.
W gnieździe zbudowanym z traw i chwastów pokrytym puchem samica składa 6–12 kremowobiałych jaj, które wysiaduje przez 22–25 dni. Pisklęta opuszczają gniazdo wkrótce po wykluciu. Są w stanie same zdobywać pokarm, ale samica opiekuje się nimi, aż podrosną. Zdolność lotu uzyskują w wieku 45–63 dni.

## Status i ochrona
W Czerwonej księdze gatunków zagrożonych Międzynarodowej Unii Ochrony Przyrody świstun amerykański nieprzerwanie od 1988 roku klasyfikowany jest jako gatunek najmniejszej troski (LC – Least Concern). W 2020 roku organizacja Partners in Flight szacowała liczebność światowej populacji lęgowej na około 2,7 miliona osobników. Trend liczebności populacji jest lekko spadkowy.
Na terenie Polski gatunek ten jest objęty ścisłą ochroną gatunkową.